# Kate Mara
Kate Rooney Mara (sinh ngày 27 tháng 2 năm 1983) là một nữ diễn viên người Mỹ. Cô tham gia vào chương trình House of Cards của Netflix và phim 24 trên Fox TV. Cô bắt đầu đóng phim vào năm 1999 với bộ phim Random Hearts. Cô xuất hiện trong nhiều bộ phim: Brokeback Mountain (2005), We Are Marshall (2006), Shooter (2007), Transsiberian (2008), Stone of Destiny (2008), The Open Road (2009), Transcendence (2014), Fantastic Four (2015) vai Susan "Sue" Storm/Người phụ nữ tàng hình, và Người về từ Sao Hỏa (2015).

### Sân khấu và truyền hình

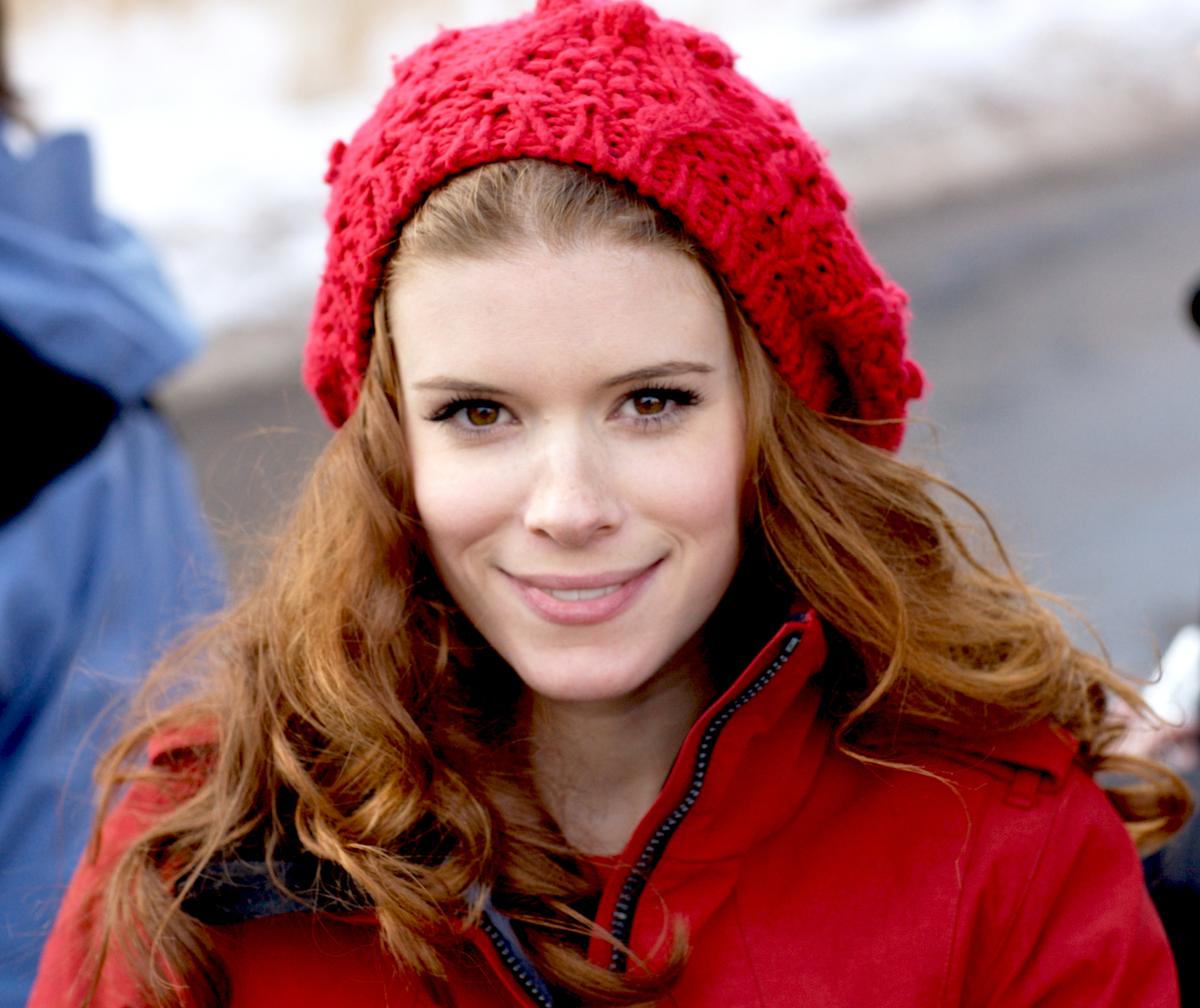
Kate Mara vào 2008